# 짝사랑 Finally
〈짝사랑 Finally〉(片想いFinally 카타오모이파이너리[*])는 SKE48의 8번째 싱글이다.